# Omar Andrade
Omar Andrade (n. 16 de junio de 1986, Imbabura, Ecuador) es un ex futbolista ecuatoriano. Jugó de mediocampista y delantero en varios equipos ecuatorianos. Trabajo de asistente técnico del Club Universidad Católica y el Club Sport Emelec de la Serie A de Ecuador.
En 2024, se integró al cuerpo técnico de la Selección Sub-23 y Sub-20 de Ecuador como asistente técnico.
En 2025, fue nombrado asistente técnico del Cancún Fútbol Club en México.

## Clubes como futbolista
| Club             | País    | Año         |
| ---------------- | ------- | ----------- |
| Liga de Quito    | Ecuador | 2004 - 2005 |
| Espoli           | Ecuador | 2006 - 2008 |
| Imbabura S.C.    | Ecuador | 2009        |
| Olmedo           | Ecuador | 2010        |
| Deportivo Cuenca | Ecuador | 2011 - 2012 |
| Deportivo Quito  | Ecuador | 2013 - 2014 |
| Aucas            | Ecuador | 2014 - 2015 |
| Espoli           | Ecuador | 2016        |
| Clan Juvenil     | Ecuador | 2017 - 2018 |

## Clubes como Asistente técnico
| Club                                                                          | País              | Año            |
| ----------------------------------------------------------------------------- | ----------------- | -------------- |
| Universidad Católica                                                          | Ecuador           | 2020           |
| Cuniburo                                                                      | Ecuador           | 2020           |
| Universidad Católica Reservas                                                 | Ecuador           | 2021           |
| Universidad Católica                                                          | Ecuador           | 2021 - 2022    |
| Club Sport Emelec Selección de Ecuador U23 Selección de Ecuador U20 Cancún FC | Ecuador 🇲🇽 México | 2023 2024 2025 |

## Palmarés

### Campeonatos nacionales
| Título                         | Club          | País    | Año  |
| ------------------------------ | ------------- | ------- | ---- |
| Campeonato Ecuatoriano         | Liga de Quito | Ecuador | 2005 |
| Campeonato Ecuatoriano Serie B | Olmedo        | Ecuador | 2013 |
| Campeonato Ecuatoriano Serie B | Aucas         | Ecuador | 2015 |